# Panzerkampfwagen VI B
A Panzerkampfwagen Tiger Ausf. B „Tiger II“ német nehézharckocsi, amelyet a második világháborúban a PzKpfw VI Tiger I és a PzKpfw V Panther tapasztalatai alapján fejlesztettek ki. Ismert még Tiger (Tigris) II, vagy Königstiger („Királytigris”) néven is. Az utóbbit a szövetséges (amerikai és brit) katonák által használt Royal Tiger vagy King Tiger után. A Königstiger a Kingtiger fordítása, de németül a bengáli tigris neve, és a német hadsereg hivatalosan sohasem használta. Német katonai jelölése Sd.Kfz. 182 (illetve a parancsnoki változatoké Sd.Kfz. 267 és 268). A végső német típusjelzés Panzerkampfwagen Tiger Ausf. B (a képzési és karbantartási kézikönyvekben, valamint a szervezeti és felszerelési táblázatokban használták, illetve a parancsnoki változatra a „Panzerbefehlswagen Tiger Ausf. B"-t), röviden Tiger B. Némi zavart okozhat, hogy a „Pz. VI Ausf E" viszont a Tiger I harckocsi típusjelzése volt.

## A fejlesztés története
A Királytigris kifejlesztése egészen 1941. május 26-ig vezethető vissza, ekkor döntöttek a 35–45 tonna kategóriájú nehéz harckocsik fejlesztési ütemének felgyorsítása mellett. A Barbarossa hadművelet tapasztalatai további lendületet adtak a programnak, amellyel a Henschel, a Porsche G.m.b.H., valamint a Krupp vállalatot bízták meg. Utóbbi cégnek a Flak 41 légvédelmi löveg önjáró változatának elkészítése volt a feladata. A Porsche a korábbi VK45.01(P) modell alvázát és erőátviteli rendszerét vette alapul, a felépítmény kialakításán és a lövegtorony elhelyezésén viszont változtattak, okulva a Pz V és Pz VI típusok összehasonlításából, többnyire döntött páncélzattal látták el a korábbi függőleges páncélborítás helyett. Végül a VK45.03(H) terveit fogadták el, ezek közül az első 50 példányt a Krupp által megkonstruált lövegtoronnyal szerelték fel, ennek gyártását azonban törölték, miután kiderült, hogy az íves lövegpajzs úgy térítette el az ellenséges lövedékeket, hogy azok a lövegtorony és a törzs találkozásánál csapódtak be. A Krupp vállalat tervezőmérnökei ezért egy új lövegtoronnyal álltak elő, amely elődjénél jobb védelmet biztosított, továbbá a tágasabb belső tér miatt a lőszer javadalmazást 6 darab lőszerrel egészítették ki.
A gyártásra kerülő Henschel-féle Tigris változat – neve ellenére – inkább a Párduc leszármazottjának tekinthető, mintsem a Tigris I harckocsi továbbfejlesztett változatának. A tervezőmérnökök ugyanis felismerték, hogy a gyártási folyamatok szabványosítása komoly előnyökkel jár, ezért megpróbálták összehangolni a Párduc és a Királytigris alkatrészeinek gyártását. Például a vezető és a rádiós búvónyílásai megegyeztek, és a két harckocsi páncéltestének kialakítása is nagyon hasonló volt.
1944. januárja és 1945. márciusa között összesen 492db Királytigrist gyártottak. A termelés üteme 1944. augusztusában érte el a maximumot, ez idő tájt 94 példány gördült le a gyártósorról. A legtöbb egyszerre hadra fogható Királytigris 1944. szeptemberében 226 darab volt. Az előirányzat szerint eredetileg a német gyáraknak összesen 1500 Királytigrist kellett volna legyártaniuk, ám ez meghiúsult, mivel a szövetséges légierő gyakorlatilag megsemmisítette a német infrastruktúra jelentős részét és az ipari komplexumokban is komoly károkat tettek. Az 1944. szeptember 22-e és október 7-e között végrehajtott szövetséges légitámadások során a kasseli harckocsigyár 95%-a megsemmisült.
A gyártósorról 1944. január és szeptember között legördülő Királytigriseket - az első három prototípus kivételével - zimmeritbevonattal látták el, amely a mágneses aknák feltapadását akadályozta meg. Néhány járművet mélyvízi átkelésre alkalmassá tettek, de erre főként kísérleti célok miatt került sor. Mindemellett a gyártási időszak alatt folyamatos változtatásokat eszközöltek, hogy javítsanak a típus harcértékén, ám ezek a módosítások összességében nem befolyásolták számottevően a harckocsi küllemét és teljesítményét.
| Dátum                       | 1943 nov. | 1943 dec. | 1944 jan. | 1944 febr. | 1944 márc. | 1944 ápr. | 1944 máj. | 1944 jún. | 1944 júl. | 1944 aug. | 1944 szept. | 1944 okt. | 1944 nov. | 1944 dec. | 1945 jan. | 1945 febr. | 1945 márc. | össz. |
| Gyártott példány- szám (db) | 1         | 0         | 5         | 5          | 6          | 6         | 15        | 32        | 45        | 94        | 63          | 26        | 26        | 56        | 40        | 42         | 30         | 492   |
| --------------------------- | --------- | --------- | --------- | ---------- | ---------- | --------- | --------- | --------- | --------- | --------- | ----------- | --------- | --------- | --------- | --------- | ---------- | ---------- | ----- |

## Mechanikai problémák
A Panzer VI B-ket a gyárból azonnal a frontra küldték, ahol hamarosan kiderült, a gyártás utáni tesztek és az előzetes vizsgálatok elhagyása számos technikai következménnyel járt. A kormányberendezés tönkrement a jármű súlya miatt, ráadásul a motor hajlamos volt a túlmelegedésre és meghibásodásokra, ezenfelül a benzinmotor fogyasztása is magasabb volt a dízelüzemű változatokhoz képest. Ahogyan a Henschel & Sohn főtervezője, Erwin Adlers is megemlítette, „A meghibásodásokat annak a ténynek tulajdoníthatjuk, hogy a Tigris II a teszteredmények hasznosítása nélkül került sorozatgyártásra.” Eme problémák csak a korai Királytigriseknél (1943-44 eleje) voltak tapasztalhatók, a háború vége felé közeledve a Királytigris megbízhatósága még a Párduc harckocsiét is meghaladta.

## Tűzerő
A Panzer VI B-t a második világháború egyik legerősebb páncéltörő fegyverével, a 88mm-es KwK 43 L/71 löveggel szerelték fel, amely valamennyi amerikai, brit és szovjet harckocsit képes volt megsemmisíteni 1000–2000 méter távolságból. A cső hosszúsága elérte az 6248mm-t, így a lövedék több ideig állt kölcsönhatásban a lőporgázzal, ez magasabb torkolati sebességet és jobb páncéltörő képességet biztosított, mivel a páncéltörő lőszerek ekkor még a kinetikus energiával romboltak. A harckocsi összesen 86db lőszert vihetett magával, ebből 22db a lövegtorony hátuljában, további 48db pedig a törzs belső oldala mentén került elhelyezésre.
| Név      | Típus                             | Tömeg   | Kezdősebesség | 100 m  | 500 m  | 1000 m | 1500 m | 2000 m |
| -------- | --------------------------------- | ------- | ------------- | ------ | ------ | ------ | ------ | ------ |
| PzGr.39  | szélsapkás páncéltörő gránát      | 10,2 kg | 1000 m/s      | 202 mm | 185 mm | 165 mm | 148 mm | 132 mm |
| PzGr.40  | keményfémmagvas páncéltörő gránát | 7,3 kg  | 1130 m/s      | 237 mm | 217 mm | 193 mm | 170 mm | 152 mm |
| HI.Gr.39 | kumulatív páncéltörő gránát       | 10 kg   | 880 m/s       | 90 mm  | 90 mm  | 90 mm  | n/a    | n/a    |
| HE       | robbanógránát                     | 7,14 kg | 840 m/s       | n/a    | n/a    | n/a    | n/a    | n/a    |
| Gr.39 HL | repeszgránát                      | 7,65 kg | 600 m/s       | n/a    | n/a    | n/a    | n/a    | n/a    |

- Az adatok 30°-os becsapódási szög esetén érvényesek. Harcászati körülmények között a páncéltörő lövedékek többsége ennél gyengébb teljesítményt nyújt, hiszen a becsapódási szögek is eltérnek a teszteken idealizált körülményektől.

Puszta tűzerő alapján a Királytigris akár 3500m-es távolságból is meg tudta semmisíteni a T-34/85, Cromwell illetve Sherman harckocsikat, ám az alacsonyabb találati valószínűségből adódóan ehhez legalább négy-öt lőszer felhasználására volt szükség. Takarékossági okokból ezért a legénység általában megvárta, míg az ellenséges harcjármű 2000m-es távolságon belülre ér, így egy-két lövéssel is könnyedén elpusztíthatták az ellenséges páncélost, amely még abból a távolságból sem vehette fel a küzdelmet vele. Akadtak azonban olyan páncélos ászok, akik nem követték ezt a gyakorlatot, és nagyobb távolságból is kielégítő találati arányt értek el.

### PzGr. 39/43
Szélsapkás páncéltörő gránát
| Lőtáv  | Gyakorlótéren | Harcban |
| ------ | ------------- | ------- |
| 100 m  | 100%          | 100%    |
| 500 m  | 100%          | 100%    |
| 1000 m | 100%          | 85%     |
| 1500 m | 95%           | 61%     |
| 2000 m | 85%           | 43%     |
| 2500 m | 74%           | 30%     |
| 3000 m | 61%           | 23%     |
| 3500 m | 51%           | 17%     |
| 4000 m | 42%           | 13%     |

Ez volt a német páncélos fegyvernem hagyományos és legnagyobb mennyiségben alkalmazott páncéltörő lőszere. A löveghez rendelkezésre álló muníció mintegy felét az utóbbi lőszerváltozat tette ki.

### PzGr. 40/43
Volfrám-karbid-magvas páncéltörő gránát
| Lőtáv  | Gyakorlótéren | Harcban |
| ------ | ------------- | ------- |
| 100 m  | 100%          | 100%    |
| 500 m  | 100%          | 100%    |
| 1000 m | 100%          | 89%     |
| 1500 m | 97%           | 66%     |
| 2000 m | 89%           | 47%     |
| 2500 m | 78%           | 34%     |
| 3000 m | 66%           | 25%     |
| 3500 m | -             | -       |
| 4000 m | -             | -       |

A 88mm-es harckocsiágyú a PzGr.40 típusú volfrám-karbid-magvas páncéltörő lőszerrel volt a leghatékonyabb, ám 1943. végén ezt a lőszerfajtát már nem gyártották tovább, mivel a volfrámra mint ötvözőanyagra az alkatrészek és szerszámgépek gyártásához is szükség volt. 1944-ben a volfrám-karbid-magvas páncéltörő lőszerből már csak nagyon kevés mennyiség jutott el a páncélos alakulatokhoz, felhasználásukat pedig csak a legerősebben védett célok ellen engedélyezték.

### Másodlagos fegyverzet
A kiegészítő fegyverzet két MG 34-es 7,92mm-es géppuska, amelyek a gyalogság ellen nyújtottak védelmet. Ezek közül egyet a frontpáncélba süllyesztett gömbcsuklós foglalatba, egyet pedig a lövegcsővel párhuzamosítva szereltek be. A két fegyverhez összesen 5850db lőszert málháztak.

## Mozgékonyság
A Panzer VI B mozgatásáról ugyanaz a 700LEő teljesítményű Maybach HL 230 P30 típusú benzinmotor gondoskodott, amelyet a Párduc harckocsiba is beépítettek, ez azonban nehezen tudott megbirkózni a 70t-s páncélos tömegével. 10LE/t fajlagos teljesítményének köszönhetően országúton maximum 38km/h, míg terepen 17km/h sebességgel tudott haladni. Az erőátviteli rendszer részét képezte a Maybach OLVAR EG 40 12 16 B típusú sebességváltó is, amelyet a Henschel új L 801-es kormányműrendszere egészített ki, ez lehetővé tette, hogy a nehézharckocsi a tengelye körül is meg tudjon fordulni. Hasonlóan a Tigris I-es harckocsihoz, a Királytigris felfüggesztése is átlapolt futógörgőkből állt, a krónikus kaucsukhiány miatt azonban elálltak a gumibevonatú futógörgők alkalmazásától, ezeket rugalmas acélból készült abroncsokkal igyekeztek kiváltani. Mivel a harckocsi túl széles volt ahhoz, hogy hagyományos német vasúti platókocsin lehessen szállítani, ezért a konstruktőrök kétfajta lánctalpváltozat rendszeresítése mellett döntöttek. Az első típus 660mm széles volt, ezt a harckocsi szállítása során szerelték fel, egyéb esetben pedig a hagyományos 800mm-es szélességű lánctalpakat használták.
A Panzer VI B harckocsik hatalmas össztömegüknek köszönhetően a legtöbb Kelet- és Nyugat-európai hídon nem kelhettek át, ezért előre megtervezett útvonalakon kellett haladniuk, ami jelentős harcászati hátrányt jelentett. Emellett a típus hajlamos volt a műszaki meghibásodásokra. A motor egyszerűen túl gyenge volt ahhoz hogy megfelelő menettulajdonságot biztosítson a német nehézpáncélos számára. Ráadásul az ötvözőanyagok hiánya miatt az alkatrészek minősége 1944. és 1945. között sokat romlott, ami műszaki hibákhoz vezetett.

## Páncélzat

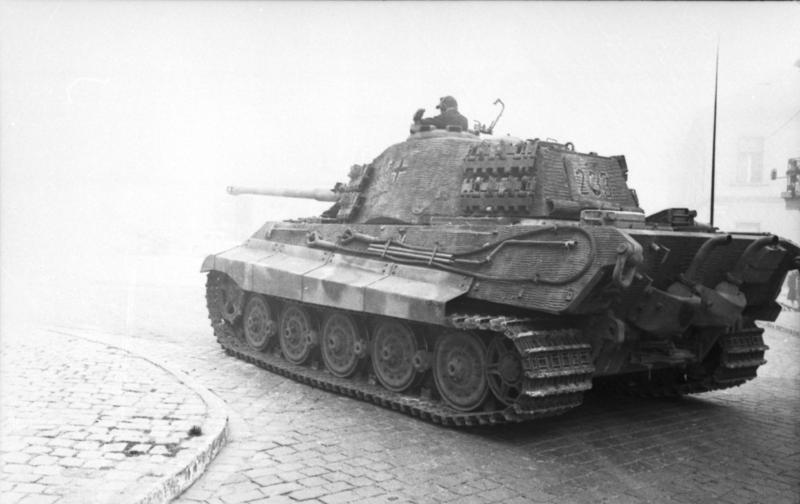
Német Königstiger Budapesten, 1944. októberében

A Királytigris volt a második világháborús német harckocsifejlesztés csúcspontja, és akárcsak elődje, a Panther, rendelkezett a modern harckocsik minden lényeges tulajdonságával. Fontos újítás volt a döntött páncél, amelyet korábban a szovjet T–34-esnél sikerrel alkalmaztak. Ez hatékonyabb védelmet nyújtott a becsapódó lövedékek ellen, mint a PzKpfw IV, vagy a Tiger I esetében használt függőleges változat.
A Panzer VI B páncélzata papíron nagyon erős volt, ám a valóságban itt is közrejátszott a nyersanyaghiány. Megfelelő ötvözőanyagok híján ugyanis a páncélzat törékenyebbé vált, különösen a hegesztési varratok mentén. Ennek ellenére 150mm és 180mm vastag homlokpáncélját a legtöbb ellenséges páncélos képtelen volt átlőni, viszont az 1944-ben rendszeresített szövetséges páncélosok (például Sherman Firefly, M26 Pershing, ISZ–2), páncélvadászok és önjáró lövegek (M36 Jackson, SZU–100) és például a Zisz-2 57mm-es és BSZ-3 100mm-es páncéltörő ágyúk át tudták törni a páncélzatát. Repülőgépfedélzeti fegyverekkel és bombákkal, továbbá tüzérségi tűzzel szintén elpusztítható volt, mégis a legtöbb járművet a hajtáslánc túlterheltségéből adódó szinte folyamatos műszaki meghibásodások miatt kellett felrobbantva hátrahagynia a kezelőszemélyzetnek.

## Királytigris a harcokban

### Az Ardenneki offenzíva
Az Ardenneki offenzíva volt a legutolsó nagyobb volumenű támadás, amellyel a németek megpróbálták magukhoz ragadni a hadászati kezdeményezést a Nyugati fronton. A hadműveletekben az 501. zászlóalj és az 506. SS zászlóalj 52db királytigrise is részt vett, ám a sűrű Ardenneki erdőségek, valamint a keskeny utak miatt a típus csak korlátozottan volt alkalmas az ehhez hasonló, támadó hadműveletekre. A nehéz páncélosok lomhasága miatt Peiper úgy döntött, hogy harccsoportjának élére inkább a megbízhatóbb és mozgékonyabb Pz IV-es és Pz V-ös harckocsikat állítja, míg a nehezebb Tigris II-eseknek a páncélososzlop végén haladva kellett felvenniük a támadóék iramát. A nehézpáncélosoknak azonban csak akkor sikerült beérniük Peiper egységeit, amikor 1944. december 20-án Stoumont körül megállították az előrenyomulásukat. Másnap a szövetségesek La Gleize-nél bekerítették a harccsoportot. December 24-re az alakulatnak nem maradt üzemanyag- és benzinutánpótlása, ezért 35db harckocsit -köztük 6db Királytigrist- kénytelenek voltak felrobbantani, hogy ne kerülhessenek a szövetségesek kezére. A hadjárat alatt összesen 20db Királytigris veszett oda, de ebből csak 5db olyan harckocsi volt, amelyik a szövetségesek fegyvereinek esett áldozatul.

## Változatai
- Jagdtiger – páncélvadász
- Bergewagen – A Királytigris műszaki mentő változata
- Befehlswagen Tiger II Ausf. B – parancsnoki változat

## Galéria

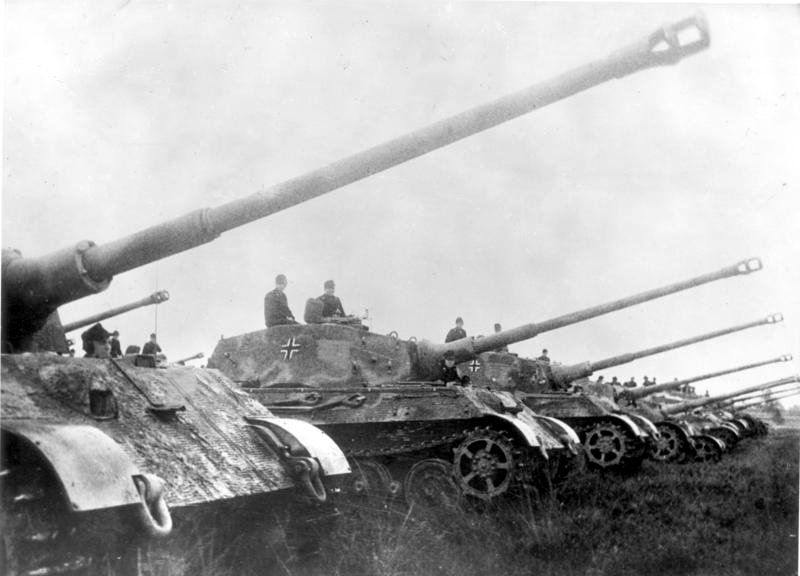
Királytigrisek harcra készen. Figyeljük meg a hosszú 88mm-es löveget, amely a tapasztalt német páncélos személyzettel párosulva hatékony fegyvernek bizonyult.
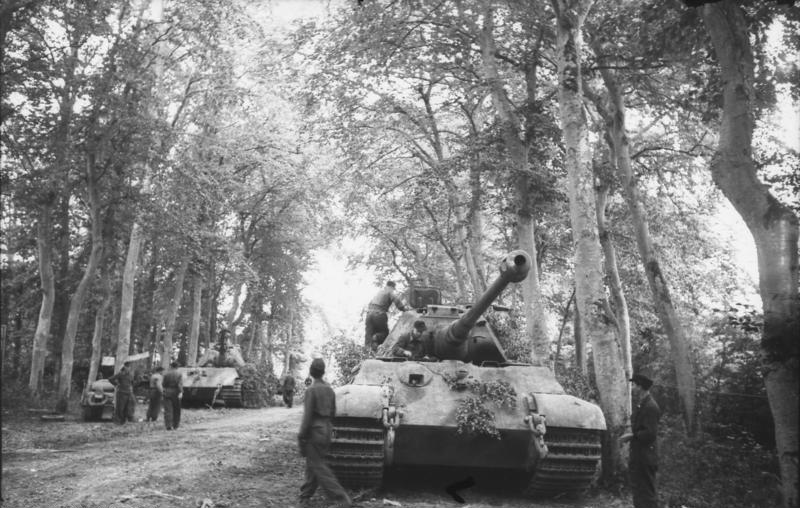
Első szériás Krupp toronnyal felszerelt Tigris II-es harckocsik a Château de Courson kastély parkjában keresnek menedéket, 1944. júliusában. A szorongató szövetséges légifölény miatt a németek az erdőkben, illetve fák, bokrok menedékében próbálták elrejteni a páncélosokat, a lánctalpnyomokat pedig igyekeztek eltüntetni.
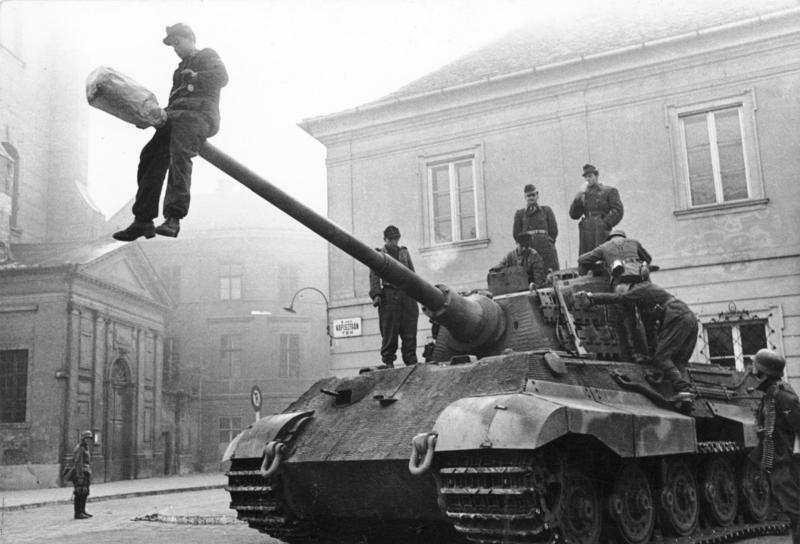
Német harckocsizók pihenőidejüket töltik munkaeszközük tetején, két magyar katonatiszt társaságában. Budapest, Kapisztrán-tér, 1944. október.
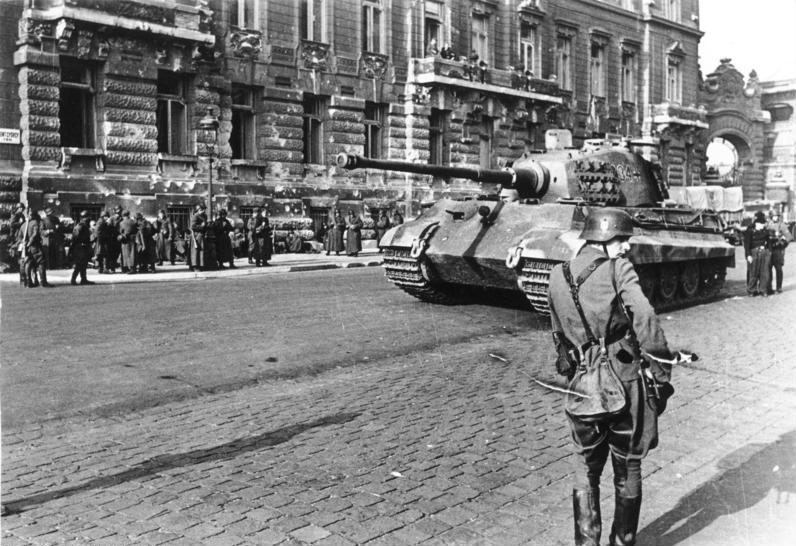
Tigris II harckocsi a Budai Várban a nyilaspuccs idején.
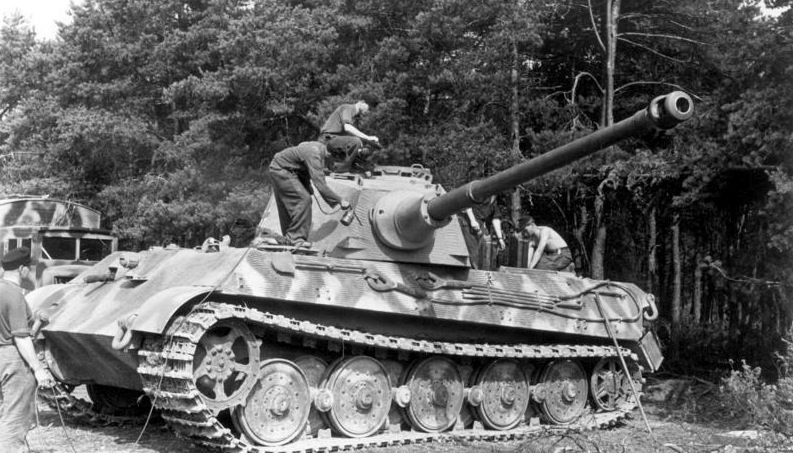
Német harckocsizók álcázófestéssel látnak el egy vadonatúj Tigris II-est. Jól megfigyelhető a "bordázott" lenyomatú zimmeritbevonat, valamint a szögletes lövegpajzzsal ellátott "Henschel" féle lövegtorony.
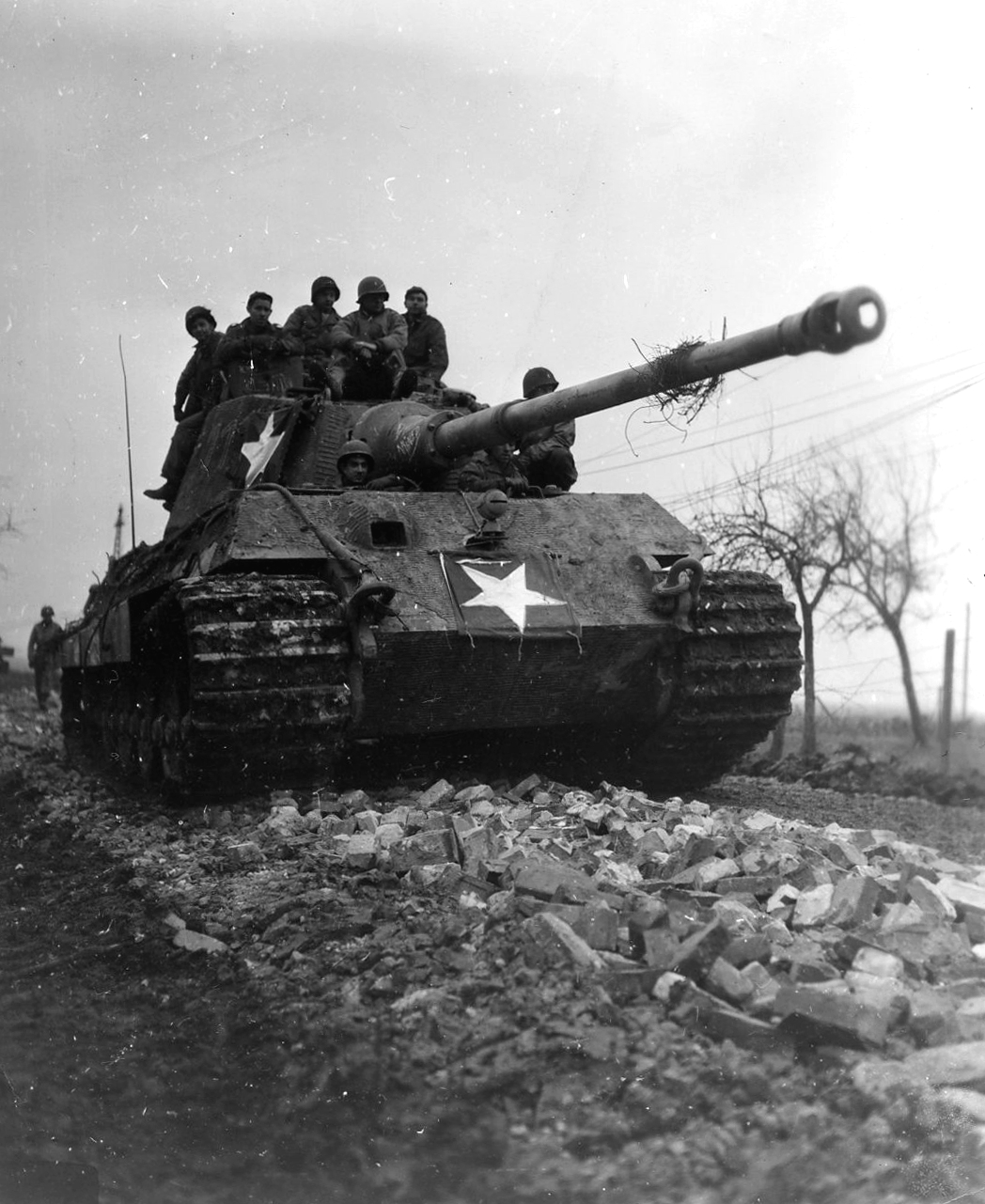
Zsákmányolt Tigris II az amerikai katonák által felhelyezett fehércsillagos zászlókkal.

### Bibliográfia

#### Könyvek, monográfiák
- Roger Ford. A Tigris harckocsi, 20. századi hadtörténet – A II. világháború híres harceszközei (ISSN 1418-2467). Debrecen: Hajja és Fiai Kiadó (2000). ISBN 963-9037-87-7

- Dr. S. Hart & Dr. R. Hart: A II. világháború német páncélosai, Hajja és Fiai Könyvkiadó, Debrecen, 1999 ISBN 963-9037-72-9
- Thomas L. Jentz: Germany's Tiger Tanks: VK45.02 to TIGER II Design, Production & Modifications, Schiffer, 1998, ISBN 978-0764302244

#### Periodikumok
- Haditechnika c. folyóirat cikkei:
  - Borus József: A Királytigrisek Magyarországon, 1944–1945. Haditechnika 1996/3, 49–50.
  - Lippai Péter: Az Sd. Kfz. 182 Königstiger (Panzer VI. B) harckocsi. Haditechnika 1996/3, 44–48.
  - Lippai Péter: Királytigrisek Magyarországon. Haditechnika 2000/2, 58–60.
  - Lippai Péter: Királytigrisek Magyarországon. Az 501. SS-nehézpáncélos-osztály magyarországi harcai. Haditechnika 2001/2, 65–70.
  - Lippai Péter: Királytigrisek Magyarországon. Az 503. nehézpáncélos-osztály magyarországi szereplése. Haditechnika 2001/3, 85–89.; 2001/4, 73–77.; 2002/1, 75–80.
  - Lippai Péter: Királytigrisek Magyarországon. Az 509. nehézpáncélos-osztály harcai Magyarországon. Haditechnika 2000/3, 93–95.; 2000/4, 84–88.
  - Sárhidai Gyula: Királytigrisek Budapesten. Haditechnika 1996/4, 64–65.
  - Schmidt László: A Tigris II (Királytigris) harckocsi. Haditechnika I. rész: 1998/4, 92–95.; II. rész: 1999/1, 66–68.